# Hippeastrum aulicum
Hippeastrum aulicum är en art i släktet amaryllisar, och förekommer vilt från centrala Brasilien till Paraguay. Arten växer epifytiskt eller litofytisk i skuggiga, fuktiga miljöer och odlas ibland som krukväxt. Artepitetet aulicum är latin och betyder "furstlig".

## Beskrivning
Löken är rundad, ca 10 cm i diameter, med en kort lökhals. Blad 30-50 cm långa, 3-5 cm breda. Blomstjälkar ca 60 cm, med 2-4 blommor. Blommor 13-15 cm långa, röda med mörkare ådring, varje blomblad med en grön basfläck. Blommar på hösten.

## Odling
Odlas som andra amaryllisar, men har sin viloperiod under juli-augusti då bladen vissnar ner. Kort därefter kommer blomningen igång. Behöver en mycket väldränerad jord. Mer information finns i artikeln amaryllisar.

## Hybrider
- 'Ackermannii' (H. aulicum × H. ×johnsonii). Livskraftig hybrid med breda, glänsande gröna blad. Blomstjälk 50 cm. Blommor stjärnformade, röda med ett vitt stjärnmönster.

## Synonymer
- Amaryllis aulica Ker Gawler, 1817
- Amaryllis aulica var. glaucophylla Hooker, 1830
- Amaryllis aulica var. platypetala Lindley, 1827
- Amaryllis robusta Otto & Dietrich, 1850
- Hippeastrum aulicum f. robustum (Otto & Dietrich) Voss, 1895
- Hippeastrum aulicum var. glaucophyllum (Hooker) Herbert, 1837